# Rivista Marittima
La Rivista Marittima, pubblicazione mensile della Marina Militare italiana, è stata fondata dal Ministero della Marina nel 1868 e, come riportato nel primo articolo del suo Ordinamento del 1911, ancora in vigore, era stata "istituita per esercitare ed alimentare la cultura professionale del personale della Marina, è palestra di studi navali, tecnici e scientifici, per chiunque sia in grado e desideri contribuire con gli studi stessi all'interesse scientifico e allo sviluppo della Marina Militare e Mercantile".
La Rivista Marittima dal 1868 ad oggi è sempre stata lo specchio della Marina Militare e il suo scopo attuale continua ad essere quello di promuovere e diffondere la cultura marittima all'interno e all'esterno della Marina Militare coinvolgendo il mondo accademico, scientifico, diplomatico e istituzionale tramite articoli di attualità, geopolitica, tecnico scientifici e di storia militare.

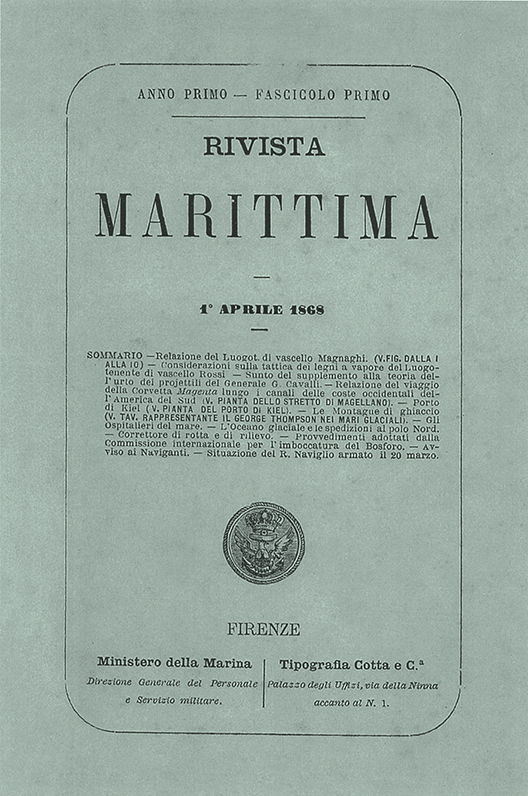
Copertina del primo numero pubblicato della Rivista Marittima nell'aprile del 1868.

Dopo quasi 150 anni di storia della Rivista è infatti rimasta immutata per l'umanità e per il suo sviluppo sostenibile l'importanza fondamentale del mare, quale vettore principale della globalizzazione. L'Italia, in particolare, continua ad essere fortemente dipendente dal mare per l'approvvigionamento delle risorse energetiche e per lo scambio delle materie prime e dei prodotti finiti e nello stesso tempo la sua posizione geografica al centro del Mediterraneo (a sua volta situato tra l'oceano Atlantico e l'Indiano) e i suoi 8.000 chilometri di coste fanno di essa un paese strategico dal punto economico-commerciale per l'intera Europa.
La Rivista Marittima è aperta a collaborazioni esterne con l'invio in redazione di articoli inediti e liberi da vincoli di copyright.